# Abadal

Abadal (Абадал) — з 1912 року іспанський виробник автомобілів. Штаб-квартира розташована в місті Барселона. У 1930 році компанія припинила виробництво автомобілів.

## Франциско Абадал. Заснування компанії

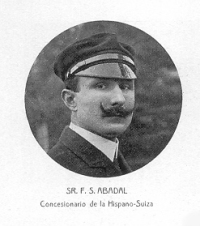
Франциско Абадал

Компанія «Abadal» носить ім'я відомого автогонщика початку 20 століття, Пако Абадала (повне ім'я - Дон Франциско Серрамелера Абадал). До того, як заснувати свою фірму, Пако представляв інтереси компанії Fabrica La Hispano-Suiza de Automobiles в Барселоні, штаб-квартира якої у 1911 році знаходилася в передмісті Парижа. Абадал заснував фірму в 1912 році в Барселоні і мав намір зайнятися створенням автомобілів. Однак, його умінь не вистачило, щоб організувати виробництво, тому він уклав договір з бельгійським автовиробником «Imperia» і став продавати його машини під своєю маркою.

## Початок виробництва автомобілів
Перші автомобілі Abadal мали 4 (модель 18/24HP) і 6 циліндрів двигуна (45HP), і мали ходові характеристики, схожі з машинами фірми «Hispano-Suiza», в якій Пако Абадал працював до того, як вирішив відкрити власну справу. Зовні ці моделі виділялися красивими радіаторами в формі клина, а їх мотори мали вельми високу якість. Так, автомобіль Abadal 45HP продемонстрував дивну витривалість, пройшовши в ході випробувань понад 20 тисяч кілометрів без потреб в ремонті. А п'ятимісна модель Abadal 18/24HP мала відкритий кузов і підвіску на напівеліптичних ресорах з класичною барабанною гальмівною системою. Максимальна швидкість автомобіля досягала 112 кілометрів на годину.

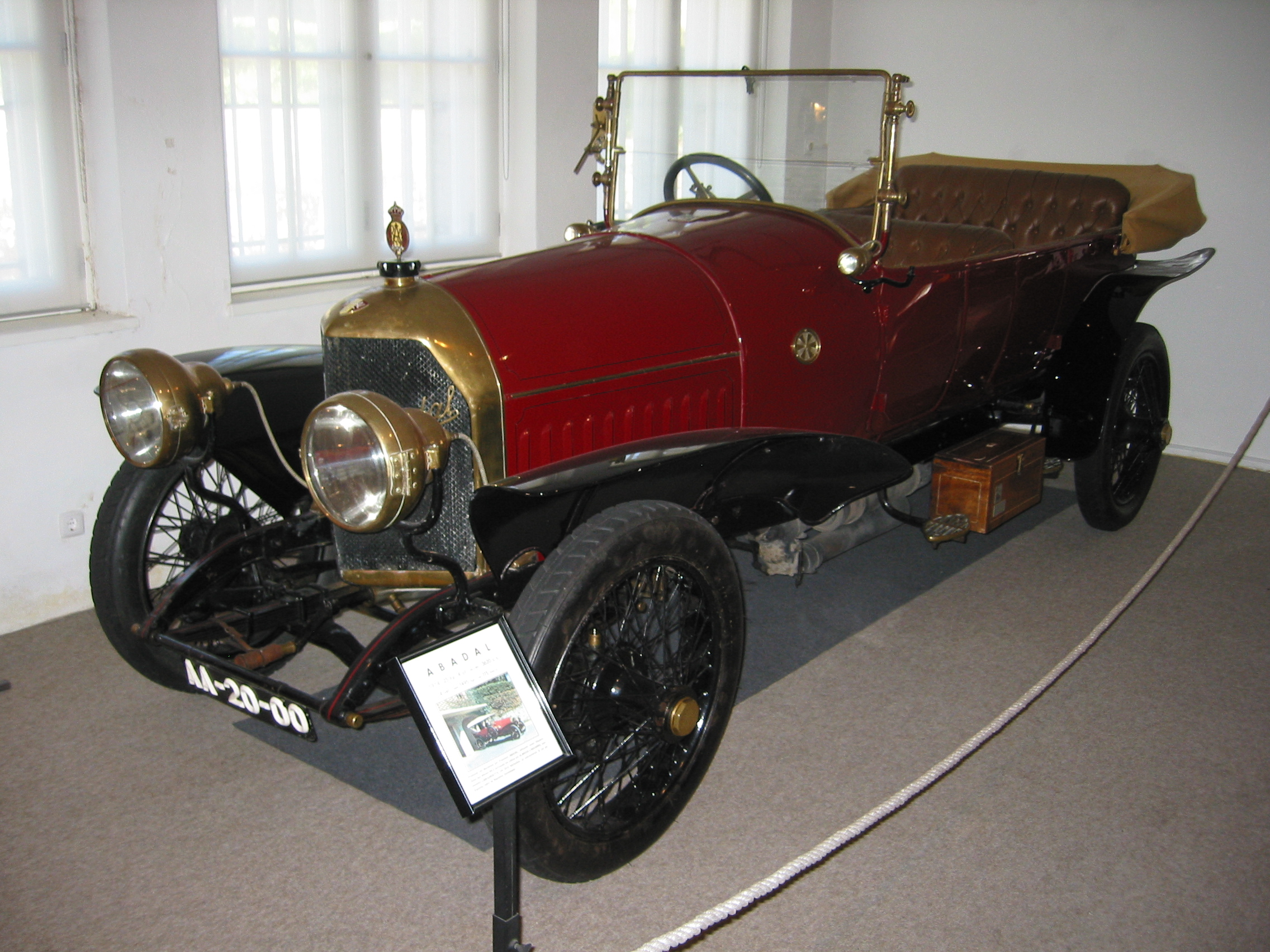
Abadal 18/24HP

На автосалоні 1913 року в Парижі були представлені дві нові моделі компанії - гоночний автомобіль, який мав дерев'яний кузов від фірми «Labourdette», і легковий, зі спортивним бездверним кузовом «Alin et Liau-tard». Однак, на тлі зразків інших виробників вони виглядали не дуже ефектно, і не привернули до себе помітної уваги.

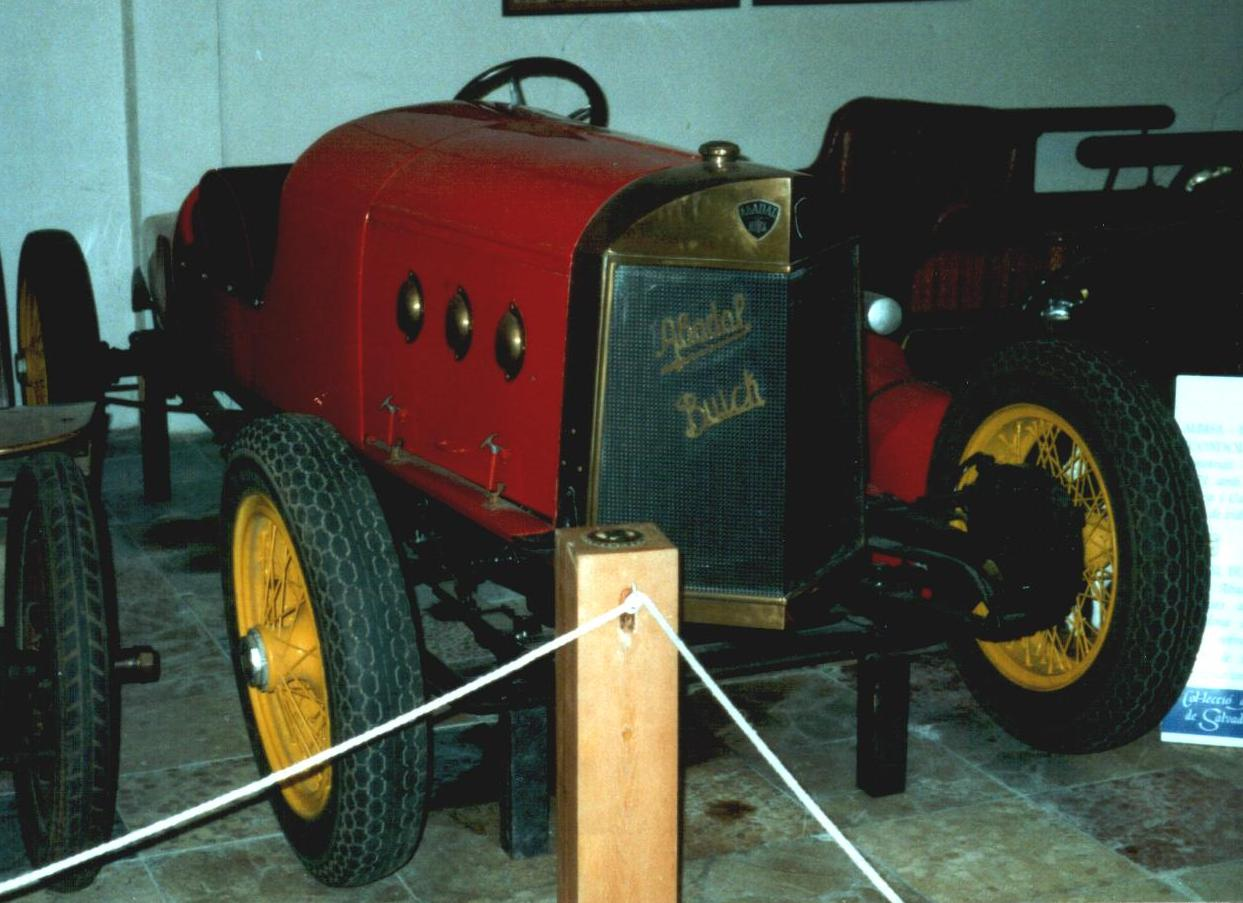
Abadal-Buick 1923 року

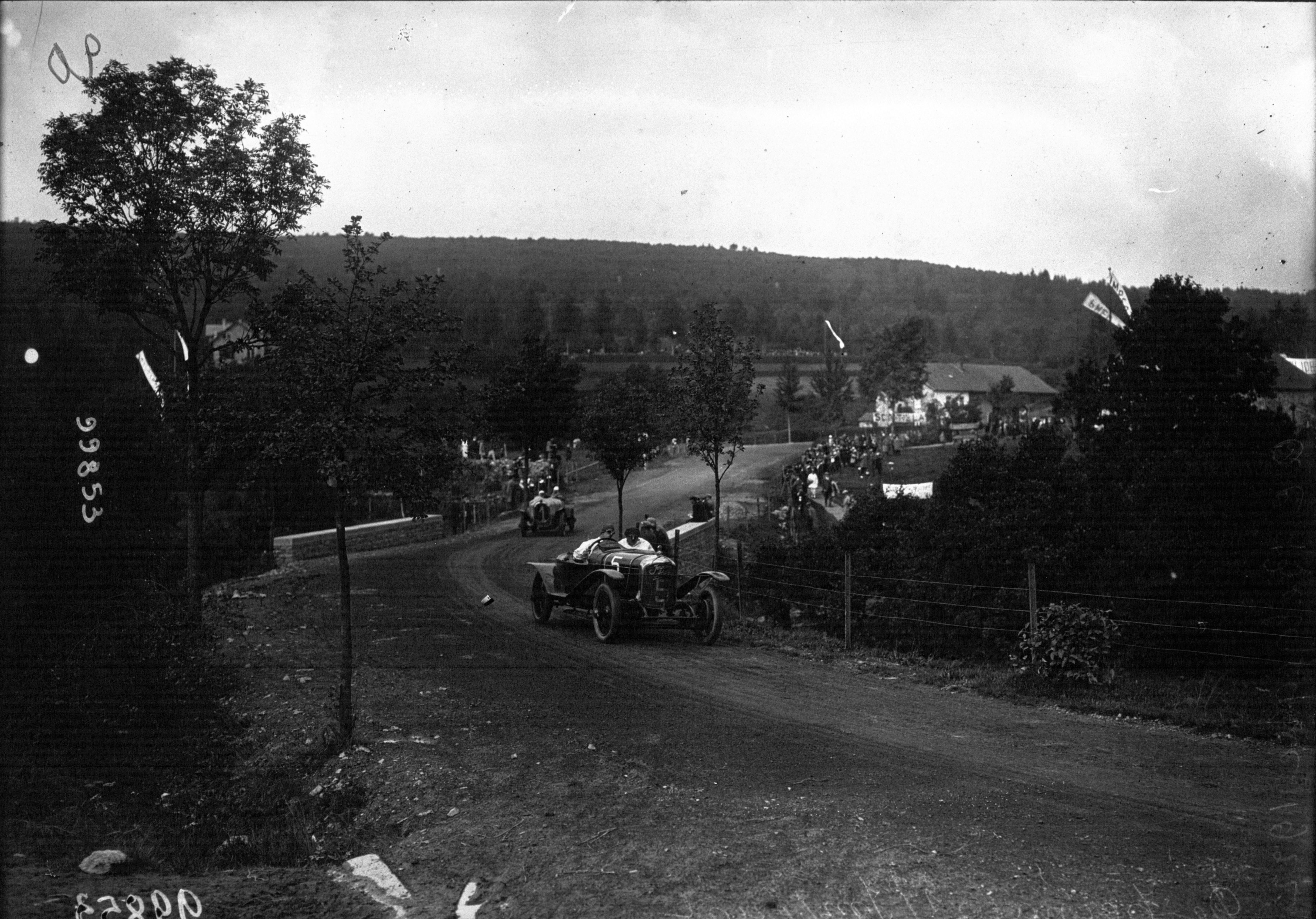
Де Торнако за кермом Imperia-Abadal на Гран-Прі Бельгії 1922 року

  У 1916 році компанія Abadal купує місцеве підприємство фірми Buick. Усі наступні автомобілі Abadal, які компанія випускала в Барселоні, конструювалися з індивідуальним кузовом і комплектувалися виключно двигунами Buick. Одне з таких авто, а саме Abadal-Buick 1923 року, є цінним експонатом дивовижної колекції цінителя старовинних автомобілів - іспанця Сальвадора Кларета. Приватний музей Collecio D’automobils Salvador Claret, що є старовинним маєтком, розташовується недалеко від Барселони, в центрі Каталонії. У залах серед 170 експонатів можна побачити ексклюзивні автомобілі, які можна зустріти тільки в єдиному екземплярі. І Abadal-Buick 1923 року - не виняток.
Перша світова війна, яка вибухнула незабаром, позбавила фірму «Abadal» постійного постачання автомобілів, і їй довелося на час перервати свою діяльність продавця. Спроби налагодити власне виробництво знову закінчилися невдачею, і Пако Абадал перемкнув свою діяльність на тюнінг гоночних машин. Лише в 1919 році Бельгія стала знову випускати автомобілі для свого іспанського дилера. Компанією «Imperia» на той момент володів конструктор Матьє ван Рогген, який продовжив співпрацю з Абадалом. Наступні 4 роки стали дуже плідними для марки «Abadal», в асортименті якої з'явилося понад 170 автомобілів. Одна з моделей мала потужний 8-циліндровий двигун, об'ємом 5,6 літра. Марки авто частково мали назву «Imperia-Abadal».
У 1921 році вийшла найпопулярніша версія такого авто. «Imperial-Abadal» мала двигун на 8 циліндрів, об'ємом 5,6 літра. Останнє авто цієї серії з чотирициліндровим двигуном максимально розганялося до 145 км/год.

## Припинення виробництва автомобілів. Закриття компанії
У 1923 році компанія «Imperia» воліла співпрацювати з американською «General Motors», і припинила постачання своїх машин Пако Абадалу. З цього моменту почався занепад компанії, і в 1930 році публіці був представлений останній автомобіль цієї марки. Abadal Continental мав 3,5-літровий двигун і був зроблений в кузові типу седан.

## Список автомобілів Abadal
- 1912 - Abadal 18/24HP
  - Abadal 45HP
- 1913 - Abadal 15.9HP
  - Imperia-Abadal
- 1916 - Abadal-Buick
- 1930 - Abadal Continental